# 澳洲電影
澳大利亞電影（英語：Cinema of Australia），是指由澳洲製作、發行、公開放映的電影。澳洲第一次公開放映電影的時間為1896年10月，為短片。1906年，第一部長片電影公開，片名為《凱利幫》（The Story of the Kelly Gang），是澳大利亞有史以來最早的故事片。其後，即開始有多部電影在澳洲製作拍攝，並獲得國際認可。許多電影演員和製片人以澳洲電影作品得到國際聲譽，並逐漸移往規模較大的電影製作中心，如美國好萊塢。
目前澳大利亞是全球電影業中最有影響力的國家之一，众多活躍於好萊塢的澳洲電影人被稱為「桉樹葉幫」。電影行業亦是澳大利亞文化的重要組成部分之一。

## 歷史
在第二次世界大戰前，澳洲即製作過一些電影，亦有很多不乏被稱之為優秀作品的電影在其中。第二次世界大戰后，澳洲的電影行業幾乎處於一種停頓狀態中。直至1970年代開始，工黨領袖惠特拉姆為首的執政黨政府開始設立澳洲電影發展公司，其後更改名稱為澳洲電影委員會（AFC）。電影委員會亦設立了屬於政府自己的電影製片機構澳洲電影局，出資拍攝大量的電影，引發了澳洲歷史上的第一輪電影製作熱。著名的報紙專欄作家和廣告業巨頭任務菲利普·亞當斯就是在當時電影熱時期的積極參與者之一。

### 知名澳洲電影人
至今為止，澳洲的製片人以及導演以其獨特的風格在全球電影業上贏得了屬於自己無可爭辯的地位，并對美國荷里活影響巨大。在荷里活，一些旅美的澳洲電影人被稱之為「桉樹葉幫」。現今活躍于荷里活的多位製片人、導演以及演員來自澳洲，如《紅磨坊》、《羅密歐與茱麗葉之後現代激情篇》、《大亨小傳》的導演巴茲·魯曼和奧斯卡獎影帝傑佛瑞·羅許及羅素·克洛、影后妮可·基嫚及凱特·布蘭琪等人，另外休·傑克曼、蜜雅·娃絲柯思卡等人亦備受注目。
澳洲影人亦有多位曾獲得奧斯卡金像獎不同類別的獎項。獲得兩座奧斯卡金像獎的演員為凱特·布蘭琪，獲得一座奧斯卡金像獎的演員包括妮可·基嫚、梅爾·吉勃遜、傑佛瑞·羅許、羅素·克洛、希斯·萊傑。擁有奧斯卡金像獎最佳攝影獎座的有迪安·塞姆勒（《與狼共舞》）、約翰·西爾（《英倫情人》）、安德魯·萊斯尼（《魔戒首部曲：魔戒現身》）、羅素·博伊德（《怒海爭鋒：極地征伐》）。知名的電影參與者還有許多奧斯卡金像獎最佳藝術、最佳服裝設計、最佳視覺效果、最佳導演、最佳化妝和最佳藝術等得主，其中，服裝設計師凱瑟琳·馬丁以《紅磨坊》和《大亨小傳》獲得各兩座獎，個人共計四座，為至今獲得最多奧斯卡獎座的澳洲人。

### 史上最賣座的十部澳洲電影
| 排名 | 影片             | 上映年份 | 預算 (A$)                                                         | 澳洲票房 (澳元)                | 全球票房 (美元) |
| ---- | ---------------- | -------- | ----------------------------------------------------------------- | ------------------------------ | --------------- |
| 1    | 《鱷魚先生》     | 1986     | $11,500,000                                                       | $47,707,045                    | $328,203,506    |
| 2    | 《澳大利亞》     | 2008     | $200,000,000 (US$130,000,000, US$78,000,000 after tax incentives) | $36,780,000                    | $211,342,221    |
| 3    | 《寶貝小豬嘜》   | 1995     | $30,000,000                                                       | $36,770,000                    | $254,134,910    |
| 4    | 《踢躂小企鵝》   | 2006     | $132,740,000                                                      | $31,800,000                    | $384,300,000    |
| 5    | 《紅磨坊》       | 2001     | $100,453,600                                                      | $27,700,000                    | $179,213,434    |
| 6    | 《鱷魚先生 2》   | 1988     | $15,800,000                                                       | $24,900,000                    | $239,606,210    |
| 7    | 《舞国英雄》     | 1992     | $3,000,000                                                        | $21,800,000                    | $37,763,592     |
| 8    | 《天線》         | 2000     | -                                                                 | $18,000,000                    | -               |
| 9    | 《來自雪河的人》 | 1982     | -                                                                 | $17,200,000                    | -               |
| 10   | 《紅狗背包客》   | 2011     | $8,500,000                                                        | $21,125,682 (as of 12/12/2011) | -               |

### 知名電影
（注：一些電影是由澳洲電影人主要參與過的，製作地大多數在美國荷里活）
- 《舞出愛的火花》（1991年）
- 《鱷魚鄧迪》（1986）
- 《寶貝小豬羅》
- 《閃亮的風采》
- 《伊莉莎白》
- 《莎翁情史》
- 《巴拿馬的裁縫》
- 《加勒比海盜》
- 《鋼琴》
- 《一個女人的肖像》
- 《圣菸》
- 《神鬼玩家》
- 《帝國黑客》
- 《角鬥士》
- 《指環王》
- 《勇敢的心》
- 《英倫情人》
- 《與狼共舞》
- 《駭客任務》系列
- 《紅磨坊》
- 《怒海爭鋒》
- 《时时刻刻》
- 《澳大利亚》(2008)
- 《奇袭60阵地》
- 《夺命深渊》